# 사성웅
사성웅(1972년 12월 21일 ~ )은 대한민국의 성우다. 1999년 KBS 27기 공채 성우로 데뷔했다. 2001년 전속 기간이 끝나 2002년부터 프리랜서로 일하며, 성우 한혜정의 남편이다.

## 출연

### TV 애니메이션(KBS)
- 최강 합체 믹스마스터 - 니놈, 그랜드펑
- 출발! 모나리자호 미술탐험대 - 크랭크 장군
- 인조곤충 버그파이터 - 소룡/첸 아빠
- 카드왕 믹스마스터 - 스팀스
- 태극천자문 - 돈하, 시드 장로
- 꼬마신선 타오 - 둥둥
- 갤럭시 키즈 - 투닉, 포야
- 라라의 스타일기 - 체조남, 안포동, 뭉치, 탁훈, 유식, 아라곤 카이, 나벙글
- 정의의 용사 카봇 - 스피드 브레이커, 제이 파이브(처음), 빌드 보이, 옥스, 스키즈, 셔틀러
- 애플캔디걸 - 벨로
- 부루와 숲속 친구들 - 짜가, 방자
- 곰이 되고 싶어요
- 렛츠 댄스 - 성훈 친구1
- 블랙잭 - 어둠의 의사 - 앙드레
- 어리이야기 - 사자
- 스타체이서
- 피쉬와 칩스
- 쿵야쿵야 - 박 박사
- 바사라 - 아쇼
- 꼬마기차 추추 - 코뿔이
- 로보텍스 - 바르바스
- 마다가스카 - 동물원 안내방송 / 경찰
- 헷지 - 스키터
- 숨바꼭질 - 야이마오
- 린다의 신기한 여행 - 고고버스
- 린다의 신기한 여행 2- 고고버스
- 주디세이 - 호랑
- 주디세이 퀴즈쇼 - 호랑

### TV 애니메이션(타사)
- 레고 시티 어드벤처 - 티피
- 퍼피 구조대 - 터봇 선장 / 포터 / 제이크
- 닥터 슬럼프 아리 (MBC) - 가분수 대왕
- 매지컬: 공주를 웃겨라 - 조지, 빌리
- 난다 난다 니얀다 (재능TV) - 해골마왕, 매직맨, 노로
- 원피스 Original (대원방송) - 에릭
- 십이국기 - 로쿠타 역
- 던전 앤 파이터 (대원방송) - 카펜시스
- 레귤러 쇼 (카툰 네트워크) - 벤슨, 하이파이브 고스트
- 스쿨럼블 (대원방송) - 아소 히로요시, 타니 하야토, 우메즈 시게오
  - 스쿨럼블 OVA 1학기 보충수업 (애니원) - 담임, 아소 히로요시, 우메즈 시게오, 와스버거 사장
- 데스노트 (대원방송) - 아이자와 슈이치
- 유희왕 (대원방송) - 바론
- 현시연 (애니맥스) - 쿠치키 마나부
- 파워레인저 매직포스 (재능TV) - 유진(오즈 마키토) (이토 유키 )
- 파워레인저 엔진포스 (대원방송) - 알렉스(이시하라 군페이)(에비사와 켄지 ), 건퍼드
- 짱구는 못말려 - 돼지발굽대작전(대원방송) - 바렐
- 고스트 메신저 - 궤네깃또
- 나나 (챔프TV) - 모로보시 긴페이
- 탑블레이드 (SBS) - 로메오
- 이누야샤 - 노부나가(8화)
- 헬로! 키티 (애니원)
- 바람의 검심 - 쵸우
- 심슨 가족 (EBS) - 아푸
- 한자왕 주몽 (MBC) - 해모수
- 이웃집 야마다군 (MOVIE) - 노보루
- 합체용사 플러스터 (재능TV) - 워리엄, 더스킨
- 슈퍼코리언 (SBS)
- 일지매 (SBS) - 정치 세도가
- 팽이대전 G블레이드 (SBS)
- 짱구는 못말려 (SBS) - 옆집 닭살 신랑
- 건스워드 (애니맥스) - 미하일
- 기동전사 건담 SEED (애니원) - 이자크 쥴, 찬드라,머독
- 헌터X헌터 (애니원) - 카스트로, 심판관, 스크와라
  - 헌터X헌터 OVA (애니박스) - 스크와라
- 메다로트 (대원방송) - 보즐레
- 랠프의 스파이 대작전 (대원방송) - 랠프
- 반드레드 (대원방송)
- 조이드 퓨처스 (대원방송) - 버튼, 왓츠
- 금붕어 주의보 (애니원) - 이만호, 오문교
- 천원돌파 그렌라간 (애니맥스) - 바린보, 아텐브로, 죠시, 긴브레
- 체포하겠어 극장판 (애니맥스) - 스기하라
- 요괴인간 (애니맥스) - 남자1, 겐파쿠, 편집장, 마코토의 아버지, 남자, 시게루, 경찰1, 미카미 형사 반장, 남자3, 뉴스앵커, 남자2, 백화점 직원, 베라의 스승, 의사2, 공사인부2, 부시장, 경관2, 시민3, 시민5
- 갤럭시 엔젤 (애니맥스) - 윌코트 O. 휴이
  - 갤럭시 엔젤Z (애니맥스) - 윌코트 O. 휴이 대령, 카토 중령, 지나가는 젊은이, 이상한 도시의 대통령, 대위
  - 갤럭시 엔젤A (애니맥스) - 윌코트 O. 휴이 대령, 시민1, 로봇, 남자2, 세탁소 직원, 가게주인, 미스여군 심사관2, 남자1, 매코, 재벌가의 집사, 민트의 아버지, 명문, 강도2, 카르도, 고양이, 할아버지, 뉴스기자, 시민, 남자, 조종사2, 여행객, 병사2, 시민4, 교도소 교관
- 사이보그 009 (애니맥스) - 교수, 남자1
- 쥬베이짱 - 러브리 안대의 비밀 (애니맥스) - 코이노스케
- 미래전사 오공 (애니맥스) - GK
- 잠수함 707 OVA (애니박스) - 하워드 / 타다기
- 뱀파이어 헌터 OVA (애니박스) - 자베르
- 사이버 포뮬러 SAGA (애니박스) - 나구모 쿄시로
- 뉴 핑크팬더 (투니버스) - 핑크팬더
- 이나중 탁구부 (XTM) - 마동추
- 천방지축 아리짱 (재능TV) - 안재수
- 메조 (XTM) - 구장식
- 택틱스 (애니맥스) - 제자
- 판타스틱4 (카툰네트워크)
- 짱구는 못말려 (SBS) - 옆집 신혼남
- 전설의 총사 아스타 (재능TV) - 라르고, 카네, 엘프족의 국왕
- 대니팬텀 (니켈로디언) - 대쉬, 상자유령, 샘 아빠, 울프
- 마당을 나온 암탉 (SBS) - 빨간 머리, 집오리 솔, 문지기, 덩치
- 히어로 : 108 (카툰네트워크) - 점피, 스파키 블랙, 우 박사
- 헌터X헌터 리메이크 (애니맥스) - 바쇼
- 토리코 (카툰네트워크) - 쿠민
- 레귤러쇼 (카툰네트워크) - 사부 / 벤슨
- 더 자이언트 (MOVIE) - 쿰파칸
- 터보 (MOVIE)
- 프리티 리듬 오로라 드림 (카툰네트워크) - 현중, 아이라 아빠
- 피니와 퍼브 (타사) - 하인즈 두펀스머츠, 부포드
  - 마일로 머피의 법칙 (타사) - 하인즈 두펀스머츠, 부포드
- 몬스터 대학교 (MOVIE) - 쳇
- 제로니모의 모험 (EBS) - 트랩 스틸턴
- 꿈의 라이브 프리즘스톤 (SBS) - DJ. COO
- 굿 다이노 - 썬더클럽(천둥소리)
- 독도수비대 강치 (EBS1 ) - 호호
- 도리를 찾아서 - 베일리 / 버블즈
- 너의 이름은. - 타카기 신타
- 베리와 핑크팬더 - 전위
- 베리와 아카메 (재능TV) - 전위
- 천년여우 여우비 - 덩치요
- 극장판 엉덩이 탐정: 화려한 사건 수첩
- 레드슈즈 - 키오
- 스쿠비! - 섀기 노빌 로저스
- 아울 하우스 (디즈니+) - 히에로니무스 범프
- 니코: 오로라 원정대의 모험 (MOVIE) - 프랜서

### 방송 더빙
- 사랑의 가족(KBS)
- 희망릴레이 우리는 한가족(KBS)
- 일요일이 좋다 런닝맨(SBS)

### 라디오 더빙
- EBS 라디오 소설(나마스테) - 카밀 역
- 환타지 특급 - 드래곤 라자(KBS) - 대장장이 역
- KBS 무대 10년(돌아온 봄날)(KBS)
- 라디오 소설(원미동 사람들)(EBS) - 은혜 아빠
- 대한민국 경제실록(재벌의 맹아기)(KBS) - LG구인회 회장 역
- 그때 그 사건(KBS) - 김정일 역
- 아프가니스탄이여 안녕(KBS) - 이맘 역
- 진격의 미친여자(KBS) - 와이 역
- 세상의 중심에서 사랑을 외치다(KBS) - 오오키 역
- 운수 나쁜 날(KBS) - 박첨지 역
- 울 엄마 봉순씨(KBS) - 이수혁 역
- 황만근은 이렇게 말했다(KBS) - 황만근 역
- 달밤(KBS) - 황수건 역

### 영화 더빙
- 보이즈 게임 (KBS) - 찰리 (K.C 콜린스)
- 우리도 사랑일까(KBS) - 루 (세스 로건)
- 어벤저스(KBS)/어벤저스 2/어벤져스: 인피니티 워/어벤져스: 엔드게임/아이언 맨 3/토르: 라그나로크/샹치와 텐 링즈의 전설 - 브루스 베너(마크 러팔로)
- 징기스칸(SBS) - 소테무 역
- 러브 레터(SBS) - 이카바의 친구(고토 나오키) / 우체부(우메다 카즈히로)
- 투 윅스 노티스(SBS) - 토니 (도리언 미식), 변호사 역
- 겟 오버 잇(SBS) - 데니스 월리스 (시스코) 역
- 하얀 풍선(SBS)
- 블래스트(SBS) - 이브 전 남자친구, 벨보이 외
- 로미오 머스트 다이(SBS) - 콜린(D.B. 우드사이드) / 택시 기사(마노즈 수드)
- 디어 마이 베이비(KBS)
- 웰컴 투 사라예보(KBS) - 리스토 (고란 비슈니치) 역
- 밴드 비지트 - 어느 악단의 조용한 방문(KBS) - 이지크(루비 모스코비츠)
- 컷 런스 딥(KBS) - 토미 (그랜트 창) 역
- 말레나(KBS)
- 미스터 디즈(KBS)
- 허리케인 카터(KBS) - 레스라 (비셀로스 레온 새넌) 역
- 아멜리에(KBS) - 루시엥(야채가게 점원) (지멜 드부즈) 역
- 웨딩 크래셔(KBS)
- 리딕: 헬리온 최후의 빛(KBS) - 툼스의 동료(테리 천) / 간수(비탈리 크레브첸코)
- 호텔 르완다(KBS) - 그레고아(토니 크고로게) / 군인(음두두지 마바소)
- 8인: 최후의 결사단(KBS) - 사밀부 (증지위) 역
- 뉴저지 드라이브(KBS) - 피넛 역
- 영광의 아이들(KBS) - 텔키 코치 (카롤리 게스테시) 역
- 발렌타인(SBS) - 게리 테일러 (클로드 뒤아멜) 역
- 마크 오브 엔젤(KBS) - 알랑 (미셸 오몽) 외
- 삼형제와 상속자(SBS) - 브리스 역
- 그레이시 스토리(KBS) - 킹스턴 팀 감독(댄 멧커프) 역
- 북경 자전거(KBS)
- 왕과의 하룻밤(KBS) - 사울 왕(톰 알터)
- 셔터(KBS) - 톤(운노프 찬파이블)
- 헐리우드 엔딩(KBS) - 영화 배우(에런 스탠퍼드)
- 향수: 어느 살인자의 이야기(KBS) - 일꾼(라몬 푸졸) / 마을 사람
- 황야의 7인(KBS) - 토마스(페프 헌)
- 늑대의 제국(KBS) - 아미앵(에타인 쉬코) / 의사(코랑텡 코사카스)
- 시몬(KBS) - 켄트 (제프리 피어스) 역
- 파인딩 포레스터(SBS)
- 내게 너무 멋진 서쪽나라(KBS)
- 다크 블루(KBS)
- 식스티 세컨즈(KBS) - 미러맨(T.J. 크로스)
- E.T.(KBS)
- 게놈 프로젝트(KBS)
- 레이디스 앤 젠틀맨(KBS)
- 더 원(KBS) - 의사(나린더 샘라)
- 셰익스피어 인 러브(KBS) - 네드(벤 애플렉)
- 바로워스(KBS)
- 드라큘라 2000(KBS) - 에디 (로슐리 먼로) 역
- 참새들의 합창(KBS)
- 니벨룽겐의 반지(KBS)
- 크로커다일 던디3(KBS)
- 섹슈얼 프렌즈(KBS)
- 살아있는 시체들의 밤(1990년) - 조니 역
- 링컨 차를 타는 변호사(KBS) - 미키의 운전 기사(로렌스 메이슨) / 경찰
- 북경자전거(KBS) - 소년 역
- 압솔롬 탈출(KBS)
- 조제, 호랑이 그리고 물고기들(KBS) - 코지(아라이 히로후미) / 마작가게 손님(나시다 샤로나)
- 오션스 일레븐(KBS) - 프랭크 (베니 맥) 역
- 사랑해, 파리(KBS) - 프랑수아(시릴 디스코르스) / 액슬(액슬 키너) / 수잔의 남편(이뽈리뜨 지라르도) / 오스카 와일드(알렉산더 페인)
- 스핏파이어 그릴(KBS) - 미샤크(샘 로이드)
- 철의 여인(KBS) - 존 노트(엔거스 라이트) / 의원(데이비드 웨스트헤드)
- 아이덴티티(KBS) - 맬릭(알프레드 몰리나)
- 캐리비안의 해적(KBS) - 멀로이(앵거스 바넷) 역
- 캐리비안의 해적 2(KBS) - 벨라미 선장(알렉스 노튼) / 데비 존스의 부하(더멋 히니)
- 캐리비안의 해적 3(KBS) - 멀로이(앵거스 바넷) 역
- 삼국지 극장판(CHING) - 허저 (곽도)
- 그랜 토리노(KBS) - 마틴(존 캐럴 린치)
- 조조: 황제의 반란(KBS) - 길막(국경) 역
- 컨스피러시(KBS) - 로리 (실크 코자트) 역
- 피막(KBS) - 푸악 (퐁사톤 종윌락) 역
- 오즈: 그레이트 앤 파워풀(KBS) - 서커스 단원(브라이언 설) / 관람객(로버트 스트롬버그)
- 남편이 어려졌어요(KBS) - 니클라스 (팀 버트램) 역
- 꾸뻬씨의 행복여행(KBS) - 헥터의 환자(크리스 고디어) / 공항 승객(미로슬라프 카렐) / 수도승(이홍방) / 아프리카 대장(아킨 오모토소)
- 싱 스트리트(KBS) - 배리(이언 케니)
- 천국의 속삭임(KBS) - 의사 선생님(피어알도 페란테) / 영화 속 배우(치초 인그라시아)
- 파이터 (KBS) - 샐(프랑크 렌줄리)
- 개구쟁이 스머프 - 베이커 스머프(B. J. 노백)

### 외화 드라마 더빙
- 닥터후 시즌 5~6(KBS) - 크레이그 오웬(제임스 코든)
- 로빈 후드(KBS) - 머치(샘 트로튼)
- 고스트 앤 크라임(KNN)
- 셜록(KBS) - 헨리 나이트(러셀 토비)
- 스타는 괴로워(KBS) - 제이비
- 스필버그의 어메이징 스토리(KBS)
- B-로봇 가브타크(재능TV) - 금다로 / 클리퍼스
- 여총리 비르기트(CNTV) - 벤트(재무부 장관) 외
- 오피스(OBS)
- 돌아온 판관 포청천(OBS)
- 남과 북(EBS) - 바우처
- 긴급출동! 레스큐파이어(재능TV) - 사카엔 / 에이미 아빠
- 먼데이 모닝스 (MBC) - 호르헤 빌라누에바(빙 라메스)
- 변호사 쉬헐크 - 브루스 배너 / 헐크(마크 러펄로)

### 게임 더빙
- 진·삼국무쌍 - 전위 역
- 은하자양강장 무타쥬스 - K 역

### 노래 더빙
- 피니와 퍼브 - 내 동생 로저